# Hypericum maculatum
Hypericum maculatum is een plantensoort uit de hertshooifamilie (Hypericaceae). De soort omvat de ondersoorten:
- Gevlekt hertshooi (Hypericum maculatum subsp. maculatum)
- Kantig hertshooi (Hypericum maculatum  subsp. obtusiusculum)

... ·
H. androsaemum  (Mansbloed) · 
H. canadense (Canadees hertshooi) · 
H. elodes (Moerashertshooi) · 
H. hirsutum (Ruig hertshooi) · 
H. humifusum (Liggend hertshooi) · 
H. linariifolium (Lijnbladig hertshooi) · 
H. maculatum · 
H. maculatum subsp. maculatum (Gevlekt hertshooi) · 
H. maculatum subsp. obtusiusculum (Kantig hertshooi) · 
H. montanum (Berghertshooi) · 
H. olympicum · 
H. perforatum (Sint-janskruid) · 
H. pulchrum (Fraai hertshooi) · 
H. tetrapterum (Gevleugeld hertshooi) · 
...